# Dominikuskloster (Berlin-Lankwitz)

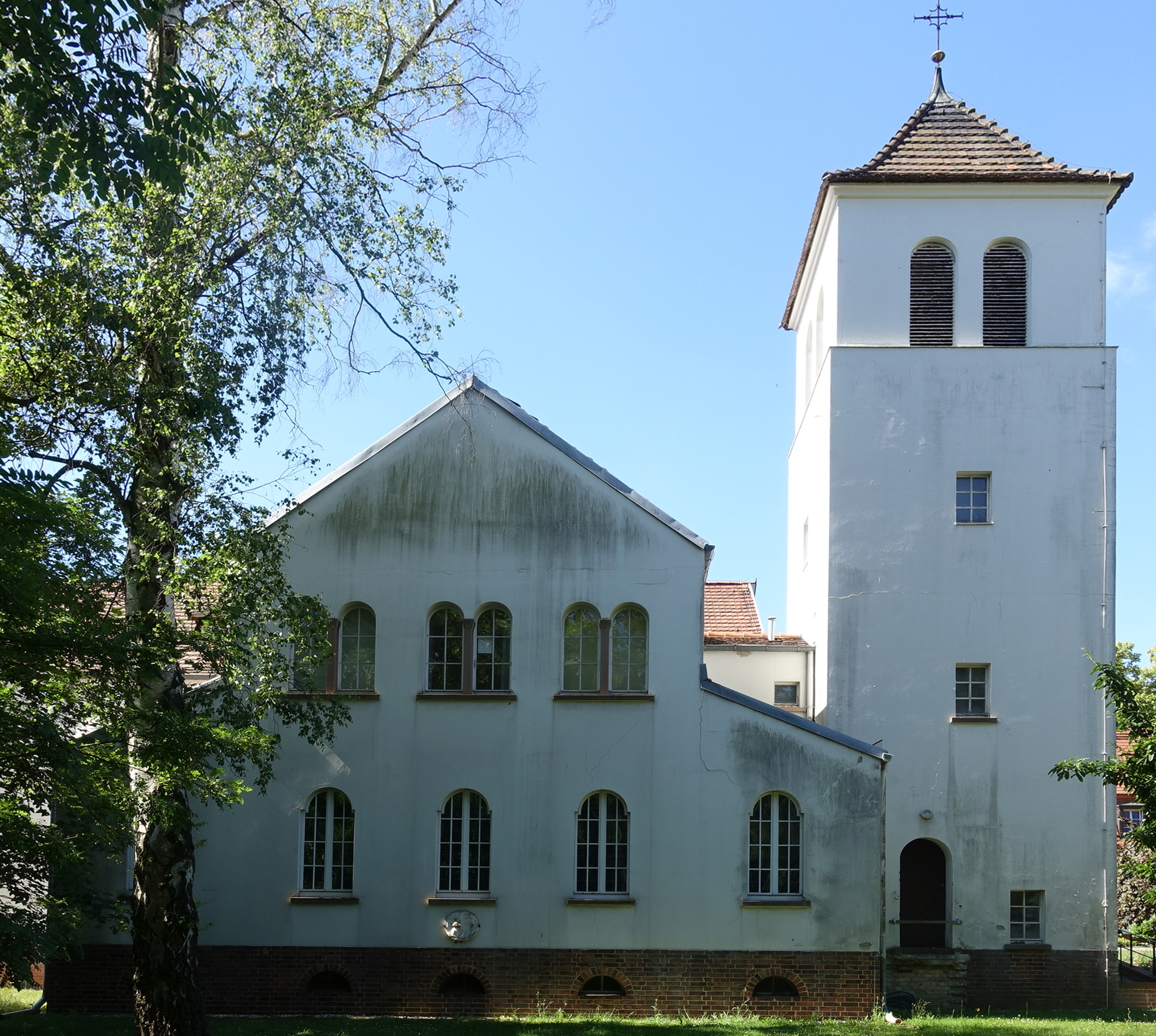
Klosterkirche

Das Dominikuskloster befindet sich hinter dem 1776 errichteten Schulzenhof der Lüdeckes in Alt-Lankwitz 37 & 39 in Berlin-Lankwitz. Seit 1927 ist es das Mutterhaus des Ordensinstituts der Christkönigsschwestern, die sich zuerst der Säuglingsfürsorge widmeten. Dort entstand 1935 dann ein Sanatorium für Kneipp-Medizin. Später wurde es zum Krankenhaus und noch später zum Pflegeheim umgebaut. Im Sommer 2003 wurde es aus finanziellen Gründen geschlossen. Der Gebäudekomplex ist Bestandteil des denkmalgeschützten Ensembles des Angerdorfs Alt-Lankwitz.

## Geschichte
1926 erwarben die Christkönigsschwestern das ehemalige Lehnschulzengut in Alt-Lankwitz. Sie renovierten das Gutshaus und bauten es zum Dominikushaus genannten Mutterhaus aus. Am 15. Juni 1929 wurde die Kongregation der Christkönigsschwestern durch Adolf Kardinal Bertram, Fürstbischof von Breslau, kanonisch errichtet. Um ein Säuglings- und Kinderheim mit Kinderkrippe, ein Gästehaus, die Gnadenkapelle und ein Studentinnenwohnheim in Alt-Lankwitz zu betreiben, haben die Ordensschwestern die Dominikushaus GmbH gegründet. 1935 wurde das Kneipp-Sanatorium angebaut. Die Gebäude wurden bei einem Bombenangriff am 23. August 1943 zerstört. 1946 begann der Wiederaufbau. 1954 wurde es nach entsprechendem Ausbau als Krankenhaus eröffnet. Nachdem es 1961 aufgestockt und modernisiert worden war, erhielt die Einrichtung den Namen Theodosius-Krankenheim. 1967/68 wurde der Seitenflügel modernisiert. Im Rahmen der Krankenhausplanung erfolgte 1977 die Umwandlung in ein Pflegeheim. Im Dezember 2002 musste das Heim schließen und seine 70 Mitarbeiter entlassen, nachdem die Schwestern von den beiden Geschäftsführern ihrer Dominikushaus GmbH um ihr gesamtes Vermögen betrogen worden waren. Im Februar 2003 meldeten die Schwestern Insolvenz an. Das Grundstück musste verkauft werden. Das Theodosius-Krankenheim wurde abgerissen und im Klostergarten Wohngebäude mit ca. 150 Wohnungen errichtet. Seit 2006 wohnt im Kloster die katholische Gemeinschaft Chemin Neuf. In der Gnadenkapelle wird weiter Gottesdienst gefeiert.

## Baubeschreibung
Verdeckt vom ehemaligen Schulzenhof und von der Straße nicht zu sehen liegt der Gebäudekomplex des Klosters. Er wird geprägt von einer Basilika mit daneben stehenden Campanile, in dem ein Geläut aus drei Bronzeglocken hängt, das von der Glockengießerei Gebhard stammt. Die ersten beiden wurden 1954, die dritte Glocke wurde 1958 gegossen.
| Schlagton | Gewicht (kg) | Durchmesser (cm) | Höhe (cm) | Krone (cm) | Inschrift in der Flanke (auszugsweise)                                                               |
| --------- | ------------ | ---------------- | --------- | ---------- | --- |
| g′        | 583          | 110              | 94        | 18         | MEIN JESUS, ICH ERWARTE ALLES VON DEINER LIEBE.                                                      |
| b′        | 338          | 90               | 77        | 16         | ... ZUR 25. WIEDERKEHR DER ERRICHTUNG DER KONGREGATION DER SCHWESTERN UNSERES HERRN JESU CHRISTI ... |
| f′        | 814          | 123              | 105       | 22         | MEIN JESUS, ICH ERWARTE ALLES VON DEINER LIEBE.                                                      |

Rechtwinklig zur Basilika und parallel zur Straße befindet sich ein Anbau, das früher das Studentinnenwohnheim beherbergte und in dem sich die Gnadenkapelle befindet.